# Jijel (provins)

Jijels provins i Algeriet

Jijel (arabiska: ولاية جيجل) är en provins (wilaya) i nordöstra Algeriet. Provinsen har 634 412 invånare (2008). Jijel är huvudort.

## Administrativ indelning
Provinsen är indelad i 11 distrikt (daïras) och 28 kommuner (baladiyahs).